# Кіренга
Кіренга (рос. Киренга) — річка в Іркутській області Росії. Впадає у річку Лену, із правого берега, і належить до її водного басейну.

## Географія
Річка бере свій початок у Байкало-Ленському заповіднику, в південній частині Байкальського хребта, на західних його схилах, на висоті 1500 м, поблизу висоти 2186 м, всього за 6 км на захід від берега озера Байкал, та за 65 км на південь — південний-захід від витоку річки Лени. Від витоку до впадіння Правої Кіренги (відрізок русла 77 км) носить назву — Ліва Кіренга. У верхів'ї тече в північно-західному та західному напрямку, а після гори Мукчика (853 м) повертає на північ — північний-схід і тече в основному в цьому напрямку до самого гирла. Впадає у річку Лену, з правого берега у місті Кіренську (Іркутська область).
Довжина річки 746 км, площа басейну — 46 600 км². На всій протяжності русло річки має гірський характером течії. Швидкість течії коливається у межах 1,4-1,9 м/с, тільки на окремих ділянках зменшується до 0,8-1,1 м/с. Ширина русла в середній течії 90-170 м, глибина — 1,2-2,6 м; в нижній течії ширина доходить до 258–358 м, а глибина — до 3,2-5,8 м.

### Острови
В середній та нижній течії русло річки розбивається на окремі рукави, утворюючи при цьому численні великі та малі острови. Найбільші із них (від витоку до гирла): Заключчя, Курейський, Єловий (верхній), Чорнобровинський, Ведмежий, Луг, Піщаний, Круговський (найбільший), Матерський, Заярський, Конеслужний, Єловий (нижній), Рейський, Манаківський, Безруківський, Монастирський.

## Етимологія
Існує кілька версій про походження назви річки:
- Загальновизнаним вважається тлумачення М. Мільхеєва, згідно з яким гідронім перейнятий із евенкійської мови і походить від евенського слова кири із суфіксом ӈга, що в перекладі означає — «брудний». Дно Кіренги вистелене камінням, внаслідок чого виникає оптичний ефект за яким поверхня річки здається чорною, хоча насправді вода в ній чиста та прозора.
- Згідно з іншою версією, яка в першу чергу поширена серед жителів міста Кіренська, назва гідроніму походить від евенського слова кіренӈа, що означає — «орлине гніздо».
- У Якутії поширена ще одна версія, про тюркомовне походження назви: від якутського киирии уҥа, що означає — «вхід праворуч», у значенні — «права притока»[6].

## Гідрологія
Живлення річки переважно дощове. Річка замерзає в кінці жовтня — на початку листопада і залишається під крижаним покривом до кінця квітня — початку травня.
За період спостереження протягом 25 років (1966–1990) на станції у селі Карам за 435 км від гирла, середньорічна витрата води річки становила 89,1 м³/с.
За період спостереження протягом 2 років (1969 та 1988) на станції у селі Кутіма, за 93 км від гирла, середньорічна витрата води становила 843,8 м³/с.
Спостереження за водним режимом річки також проводилось протягом 64 років (1927–1990) на станції у селі Шорохове (Кіренський район, Іркутська область), розташованого за 18 км від гирла, впадіння Кіренги у Лену. Середньорічна витрата води яка спостерігалася тут за цей період становила 649,82 м³/с для водного басейну 46500 км², що становить понад 99% від загальної площі басейну річки. Величина прямого стоку в цілому по цій частині басейну становила — 442 міліметра на рік.
За період спостереження встановлено, мінімальний середньомісячний стік становив 145,67 м³/с (у березні), що становить менше 6% від максимального середньомісячного стоку, який відбувається у червні місяці та становить — 2462,50 м³/с і вказує на доволі велику амплітуду сезонних коливань.
За період спостереження, абсолютний мінімальний місячний стік (абсолютний мінімум) становив 90,7 м³/с (у лютому 1968 року), абсолютний максимальний місячний стік (абсолютний максимум) становив 3820 м³/с (у червні 1959 року).

## Притоки
Річка Кіренга приймає понад сім десятків приток, довжиною понад 10 км. Найбільших із них, довжиною понад 50 км — 16 (від витоку до гирла):
| Назва притоки           | Довжина,(км) | Площа водозбірного басейну, (км²) | Відстань від гирла Кіренги, (км) | Витрата води,(м³/с) |
| ліві притоки            | ліві притоки | ліві притоки                      | ліві притоки                     | ліві притоки        |
| ----------------------- | ------------ | --------------------------------- | -------------------------------- | ------------------- |
| Тонгода (Права Тонгода) | 125          | 1200                              | 582                              |                     |
| Шона                    | 66           | 1380                              | 538                              |                     |
| Ханда                   | 242          | 5750                              | 472                              |                     |
| Туколонь (нижня)        | 86           |                                   | 392                              |                     |
| Балдахинія              | 64           |                                   | 261                              |                     |
| Окукикта                | 52           |                                   | 245                              |                     |
| Ічикта                  | 164          | 1340                              | 82                               |                     |
| праві притоки           |              |                                   |                                  |                     |
| Права Кіренга           | 60           |                                   | 669                              |                     |
| Улькан (Лівий Улькан)   | 224          | 7670                              | 294                              |                     |
| Окунайка                | 155          | 2230                              | 261                              |                     |
| Домутка (Північна)      | 68           |                                   | 197                              |                     |
| Миня (Велика Миня)      | 176          | 4820                              | 179                              | 113 (4 км)          |
| Черепаниха              | 97           |                                   | 144                              |                     |
| Домугда                 | 104          | 1030                              | 119                              |                     |
| Кутима                  | 141          | 2740                              | 97                               |                     |
| Моголь                  | 162          | 1220                              | 73                               |                     |

## Населенні пункти
Верхів'я річки Кіренги малозаселене. На берегах річки розташовано понад два десятки населених пунктів, частина з яких нежилі (від витоку до гирла); села: Муринія (нежиле), Карам, Тарасове, смт. Улькан, села: Окунайське, Новоселове, смт. Магістральне, села: Ключі, Іспиритиха, Козачинське, Деоринське (нежиле), Осинове, Карнаухове, Єрмаки, Поперечне, Вилюєве (нежиле), Шарабора (нежиле), Нижньомартинове, Грем'яче (нежиле), Кутима, Моголь (нежиле), Усть-Кіренга, Шорохове, Юксеєве (нежиле), Гарь, Сидорове, м. Кіренськ.